# Carlo Dossi (calciatore)
Carlo Dossi (Fara Gera d'Adda, 28 gennaio 1926) è un ex calciatore italiano, di ruolo attaccante.

## Carriera
Ha militato per sei stagioni nel Como (2 in Serie B e 4 in Serie A, senza mai riuscire ad imporsi come titolare fisso, contribuendo con 8 presenze ed una rete alla vittoria nel campionato di Serie B 1948-1949, con conseguente prima storica promozione dei lariani in massima serie. Dopo la retrocessione della stagione 1952-1953 passa al Fanfulla, con cui disputa 6 campionati (uno in B, tre in Serie C e due in IV Serie.
In carriera ha totalizzato complessivamente 40 presenze e 4 reti in Serie A e 25 presenze e 2 reti in serie B.

## Palmarès

### Club

#### Competizioni nazionali
- Serie B: 1

Como: 1948-1949